# Douglas Osheroff
Douglas Dean Osheroff (Aberdeen, Washington, 1 augustus 1945) is een Amerikaans natuurkundige die in 1996 de Nobelprijs voor Natuurkunde kreeg met David Morris Lee en Robert Coleman Richardson vanwege "hun ontdekking van superfluïditeit in helium-3."

## Levensloop
Osheroff is de zoon van de arts William Osheroff, zoon van joodse immigranten uit Rusland, en de verpleegster Bessie Anne Ondov, dochter van Slowaakse immigranten. In 1963 voltooide hij zijn middelbareschoolopleiding, waarna hij naar het California Institute of Technology ging om er natuurkunde te studeren. Hier bezocht hij de lezingen van Richard Feynman en deed hij onderzoek onder Gerry Neugebauer. Na het behalen van zijn bachelordiploma in 1967 ging hij naar de Cornell-universiteit, waar hij als promovendus toetrad tot het laboratorium van atomaire en vastestoffysica. Hier deed hij onderzoek op het gebied van de lagetemperatuurfysica.
Samen met David Lee, hoofd van het laboratorium, en Robert Richardson gebruikte Osheroff een pomeranchuk-element om het gedrag te onderzoeken van de isotoop helium-3 bij temperaturen van enkele duizendsten van een graad boven het absolute nulpunt. Beneden de 0,003 K ontdekten ze onverwachte resultaten in hun metingen, resultaten die ze uiteindelijk verklaarden als een faseovergang naar de superfluïde fase van helium-3.
In 1973 promoveerde Osheroff aan de Cornell-universiteit. Vervolgens werkte hij vijftien jaar lang voor Bell Labs in Murray Hill, waar hij zijn onderzoek voortzette naar de lagetemperatuurverschijnselen van helium-3. In 1987 stapte hij over naar de faculteit van fysica en toegepaste fysica aan de Stanford-universiteit. Van 1993 tot 1996 had hij de leiding over de faculteit.